# Bathymedon neozelanicus
Bathymedon neozelanicus är en kräftdjursart. Bathymedon neozelanicus ingår i släktet Bathymedon och familjen Oedicerotidae. Inga underarter finns listade i Catalogue of Life.